# Problepsis ommatophoraria
Problepsis ommatophoraria är en fjärilsart som beskrevs av Achille Guenée 1858. Problepsis ommatophoraria ingår i släktet Problepsis och familjen mätare. Inga underarter finns listade i Catalogue of Life.